# Dipsacus inermis
Dipsacus inermis là một loài thực vật có hoa trong họ Kim ngân. Loài này được Wall. mô tả khoa học đầu tiên năm 1820.